# Унгирли
Унгирли (каз. Үңгірлі) — село в Улытауском районе Карагандинской области Казахстана. Входит в состав Коргасынского сельского округа. Код КАТО — 356053300.

## Население
В 1999 году население села составляло 108 человек (54 мужчины и 54 женщины). По данным переписи 2009 года, в селе проживали 24 человека (14 мужчин и 10 женщин).